# Javorniki
Javorniki - masyw górski w Górach Dynarskich. Leży w Słowenii. Najwyższym szczytem jest Veliki Javornik, który osiąga wysokość 1268 m.
Szczyty:
- Veliki Javornik - 1268 m
- Debeli Vrh - 1253 m
- Dedna Gora - 1239 m
- Mali Javornik - 1219 m